# Vrata (gmina)
Vrata – gmina w Rumunii, w okręgu Mehedinți. Obejmuje tylko jedną miejscowość Vrata. W 2011 roku liczyła 1599 mieszkańców.